# Petra Neomillnerová
Petra Neomillnerová (* 16. ledna 1970 Praha) je česká spisovatelka a recenzentka.

## Život
Absolvovala střední knihovnickou školu, po revoluci se věnovala tvorbě užité grafiky a v současné době se živí psaním fantasy. Zajímá se o přírodu, magii a poezii. Dlouhodobě spolupracuje s časopisem Pevnost, který se zabývá fantastikou; psala také pro zaniklý a v mezičase obnovený web BDSM.CZ. Na Internetu používá přezdívku Alraune.
Tvorba Petry Neomillnerové se vyznačuje osobitým stylem, někdy nazývaným „dirty fantasy“, především drsnou a přímočarou charakterizací postav i prostředí, otevřeným zobrazováním násilí a sexu, vyprávěním v přítomném čase a první osobě a svéráznými, emancipovanými hrdinkami (zaklínačka Lota, čarodějka Moire, upírka Tina Salo); počínaje rokem 2012 se věnuje i tvorbě literatury pro děti a mládež pod hlavičkou vydavatelství Albatros.

## Dílo

### Písně čarodějky (Moire)
- Nakažení, Fantomprint 2007
- Hon na lišku, Epocha 2011
- Zjizvení, Epocha 2014

### Zaklínačka Lota
- Psí zima, Fantomprint 2008, Motto 2014
- Zaklínačka Lota, Triton 2009, Motto 2014
- Žár krve, Brokilon 2011

### Série Tina Salo
- Sladká jak krev, Triton 2007, Brokilon 2011
- Doušek věčnosti, Triton 2008, Brokilon 2011
- Past na medvěda, Triton 2008, Brokilon 2011
- Smrt u archanděla, Brokilon 2010
- Vlci Sudet, Brokilon 2010
- Tanec s carevnou, Brokilon 2013

### Amélie
- Amélie a tma, Albatros 2012

- Amélie a barevný svět, Albatros 2013

- Amélie a duchové, Albatros 2015

### Samostatné romány
- Dítě Skály, Brokilon 2009

- Duhový cirkus, Albatros 2015 (pro děti)

### Povídkové sbírky
- Vlastní krev, Triton 2006
- Hry na bolest, Netopejr 2007

### Povídky
- Ta, kterou smějí sedlat jen bohové... (Pevnost 4/2002)
- Stříbro je, když... (Puto argan) (Pevnost 3/2005)
- Hněv řeky (Pevnost 5/2003)
- Čas, kdy klasy dozrají (Pevnost 1/2004)
- Vlastní krev (Pevnost 9/2005)
- Lístek cesmíny (Pevnost 12/2005)
- Capricorn 70 (Punk Fiction, Mladá fronta 2004)
- Květ Skály (Česká fantasy 2005, Mladá fronta 2006)
- Zmetek z temnost (Legie nesmrtelných, Fantomprint 2006)
- Odpal to, Red! (Sorry, vole, error, Mladá Fronta 2007)
- Všude je voda (Pod kočičími hlavami, Trifid 2007)
- Kdo visí, ten se neutopí (Pevnost 12/2010)

### Populárně naučné knihy o magii
- Magické kameny, Triton 2006
- Milostná magie, Triton 2007
- Runová magie, Triton 2007
- Magie kamenů, Triton 2008
- Magický zvěrokruh, Epocha 2010
- Magický herbář, Epocha 2011
- Magie lásky, Epocha 2011